# Pseudohydryphantes
Pseudohydryphantes är ett släkte av kvalster. Pseudohydryphantes ingår i familjen Pseudohydryphantidae.
Pseudohydryphantes är enda släktet i familjen Pseudohydryphantidae.
Kladogram enligt Catalogue of Life:
| Pseudohydryphantes | \| \| Pseudohydryphantes latipalpus \| \| \| \| \| \| Pseudohydryphantes orbicularis \| \| \| \| |
|                    | \| \| Pseudohydryphantes latipalpus \| \| \| \| \| \| Pseudohydryphantes orbicularis \| \| \| \| |
|                    | Pseudohydryphantes latipalpus                                                                    |
|                    |                                                                                                  |
|                    | Pseudohydryphantes orbicularis                                                                   |
|                    |                                                                                                  |